# کوشتونیچی
کوشتونیچی (به صربی: Koštunići) یک روستا در صربستان است که در گورنیی میلانوواس واقع شده‌است.

## خصوصیات
کوشتونیچی  ۶۶۰ نفر جمعیت دارد.